# Dominik Bartmann
Dominik Bartman (né le 19 septembre 1953 à Berlin) est un historien de l'art et conservateur allemand.

## Biographie
Dominik Bartmann grandit à Berlin et est le fils du médecin de laboratoire Karl Bartmann (de) et de sa femme Gisela, née Zunkel. Il étudie l'histoire de l'art, l'histoire et l'allemand à l'Université libre de Berlin, où il obtient son doctorat en 1983 avec une thèse sur Anton von Werner et sa position dans la politique artistique wilhelmienne. Il travaille ensuite aux Musées d'État du patrimoine culturel prussien. En 1984, il devient chef de la collection graphique et en 1992 directeur par intérim du Musée de Berlin (de). Après sa fusion avec la Fondation du musée de la ville de Berlin, il devient en 1995 directeur du département « Beaux-Arts » et en 2007 directeur du département « Expositions ».
Il est président du conseil d'administration de la « Fondation du musée Dr. Otto et Ilse Augustin" et la "Fondation Carl-Heinz-und-Helga-Kliemann". Il est membre du conseil consultatif de la "Fondation de la Galerie de Berlin", du conseil d'administration de la "Fondation Jeanne-Mammen", du conseil d'administration de la "Fondation Hans-Meid" et de la "Fondation Ilse-Augustin pour la promotion des artistes visuels".

## Projets d'exposition (sélection)
- L'art berlinois du dessin de Chodowiecki à Liebermann (1990)
- Anton von Werner - Histoire en images (1993)
- Jakob Steinhardt - Le Prophète (1995)
- Peinture berlinoise de Blechen à Hofer (1995)
- Printemps artistique de Berlin, peinture, graphisme et sculpture de l'époque moderne (1997/98)
- Jakob Steinhardt, dessins (2000)
- Max (de) et Erwin Fabian, Berlin – Londres – Melbourne (2001)
- Eduard Gaertner 1801-1877. Fondation du musée de la ville, Berlin 2001,  (ISBN 3-87584-070-4) .
- Peintre de l'amour, Kurt Mühlenhaupt (de) à l'occasion de son 80e anniversaire (2001)
- Rolf Lindemann (de) (2001)
- Raffael Rheinsberg (de) - Héros (2002)
- Magnus Zeller (de), Ravissement et émeute (2003)
- Jens Lorenzen, RÉEL (2004)
- Le peintre dans le paysage. C.-H. Kliemann pour son 80e anniversaire anniversaire (2004)
- De Liebermann à Pechstein - L'art de la Sécession berlinoise (2005)
- Wolfgang Peuker (de) 1945-2001 (2005)
- Jour nocturne, Wilhelm Kohlhoff (de) 1893–1971 (2005)
- Le confort du soir de Biedermann - Berlin de l'intérieur 1815-1848 (2007)
- Hans Meid (de) 1883-1957. Monde et contre-monde (2008)
- Berlin dans la lumière (2008)
- Danse sur le volcan. Berlin dans les années 1920 comme en témoignent les arts (2015)[1]

## Publications (sélection)
- August Macke, Kunsthandwerk. Glasbilder, Stickereien, Keramike, Holzarbeiten und Entwürfe, Berlin 1979,  (ISBN 3-548-36067-X)
- Helmuth Macke, Recklinghausen 1989,  (ISBN 3-7647-0330-X)
- Berlin Museum. Von Chodowiecki bis Liebermann. Katalog der Zeichnungen, Aquarelle, Pastelle und Gouachen des 18. und 19. Jh. (mit Gert-Dieter Ulferts), Berlin 1990,  (ISBN 3-7861-1615-6)
- Anton von Werner. Zur Kunst und Kunstpolitik im Deutschen Kaiserreich, Berlin 1985,  (ISBN 3-87157-108-3)
- Anton von Werner. Geschichte in Bildern, München 1993,  (ISBN 3-7774-6140-7)
- Jakob Steinhardt. Zeichnungen, Berlin 2000,  (ISBN 3-910029-26-4)
- Eduard Gaertner 1801-1977, Berlin 2001,  (ISBN 3-87584-070-4)
- Magnus Zeller, Entrückung und Aufruhr, Berlin 2002,  (ISBN 3-910029-33-7),  (ISBN 3-931768-67-8)
- Der Maler in der Landschaft, Berlin 2004,  (ISBN 3-910029-35-3)
- Stadtmuseum Berlin, Gemälde II. Verzeichnis des Bestandes vom Ende des 19. Jh. bis 1945, Berlin 2004,  (ISBN 3-910029-37-X)
- Hans Meid 1883-1957. Welt und Gegenwelt, Berlin 2008,  (ISBN 978-3-940939-00-5)